# Esther Lofgren
Esther Lofgren, född den 28 februari 1985 i Long Beach, Kalifornien, är en amerikansk roddare.
Hon tog OS-guld i åtta med styrman i samband med de olympiska roddtävlingarna 2012 i London.